# Día Internacional de Reflexión sobre el Genocidio de 1994 contra los Tutsis en Ruanda
El Día Internacional de Reflexión sobre el Genocidio de 1994 contra los Tutsis en Ruanda es una jornada que se celebra anualmente el 7 de abril desde 2004, establecida por Asamblea General de las Naciones Unidas (AGNU), el 23 de diciembre de 2003.

## Proclamación
El Día Internacional de Reflexión sobre el Genocidio de 1994 contra los Tutsis en Ruanda recibió su nombre actual el 26 de enero de 2018aunque fue establecido originalmente por la Asamblea General de las Naciones Unidas el 23 de diciembre de 2003. La modificación de 2018 se realizó para incluir explícitamente la mención de la etnia tutsi, reflejando con mayor precisión a las víctimas principales de estos episodios. Esta proclamación tuvo como objetivo principal recordar y honrar a las más de un millón de víctimas del genocidio en Ruanda, incluyendo principalmente a los tutsis, pero también a hutus moderados y otras personas que se opusieron a la masacre. La iniciativa busca fomentar la reflexión y la educación sobre los eventos ocurridos para prevenir futuros actos de genocidio.

## Celebración
La fecha del 7 de abril se seleccionó para la conmemoración anual porque marca el inicio del genocidio en 1994. Desde la primera celebración en 2004, la ONU y sus entidades asociadas realizan actos conmemorativos en todo el mundo, incluidas ceremonias en su sede y oficinas regionales, enfatizando la importancia de la memoria, la reflexión y la educación sobre el genocidio. Este día no solo sirve para recordar a las víctimas, sino también para reflexionar sobre el sufrimiento de los sobrevivientes y reafirmar el compromiso de la comunidad internacional con la prevención del genocidio.

## Programa Informativo y de Divulgación Pedagógica
En concordancia con la proclamación de este día de reflexión, la ONU lanzó un programa informativo y de divulgación pedagógica orientado a movilizar a la sociedad civil, enfocandose en el recuerdo de las víctimas y la enseñanza sobre las causas y consecuencias del genocidio. Este programa se ha revisado en varias ocasiones siendo reafirmado y ampliado en abril del 2020.
El enfoque del programa se centra en dos ejes principales: la prevención del genocidio, educando sobre las lecciones aprendidas para evitar su repetición y el apoyo a los supervivientes, destacando la importancia de atender las secuelas en quienes vivieron esta tragedia, como las viudas, los huérfanos y las víctimas de violencia sexual.